# 헬만드주
헬만드주(Helmand Velāyat, 파슈토어: د هلمند ولايت, 다리어: استان هلمند)는 아프가니스탄 남서부의 주이다. 주를 헬만드강이 흐르고 있다. 면적은 61,829 km2로 아프가니스탄 최대이자, 인구는 542,000명(2004년)이다. 주도는 헬만드강의 부근의 라슈카르가(Lashkar Gāh)이다. 주민의 대부분을 파슈툰족이 차지한다.

## 같이 보기
- 아프가니스탄의 주